# Vaterpolska reprezentacija Ujedinjenog Kraljevstva
Vaterpolska reprezentacija Velike Britanije predstavlja Veliku Britaniju (gdje je i izmišljen vaterpolo) u međunarodnom muškom vaterpolu.
Na prvim je olimpijadama nastupala pod imenom Ujedinjenog Kraljevstva.

## Nastupi na velikim natjecanjima

### Olimpijske igre
- 1900.:  zlato
- 1908.:  zlato
- 1912.:  zlato
- 1920.:  zlato
- 1924.: prvi krug
- 1928.: 4. mjesto
- 1936.: 8. mjesto
- 1948.: prvi krug
- 1952.: drugi krug
- 1956.: 7. mjesto
- 2012.: 12. mjesto

### Svjetska prvenstva
- 1973.: 15. mjesto

## Sastav (OI 2012.)
| Ime i prezime       |
| ------------------- |
| Craig Figes         |
| Edward Scott        |
| Matthew Holland     |
| Joseph O'Regan      |
| Jake Vincent        |
| Robert Parker       |
| Ciaran James        |
| Glen Robinson       |
| Sean Ryder          |
| Adam Scholefield    |
| Jack Waller         |
| Sean King           |
| Alexander Parsonage |
| Cristian Iordache   |